# Lensing Media
Lensing Media (ehemals Medienhaus Lensing) ist ein Verlag in Dortmund.

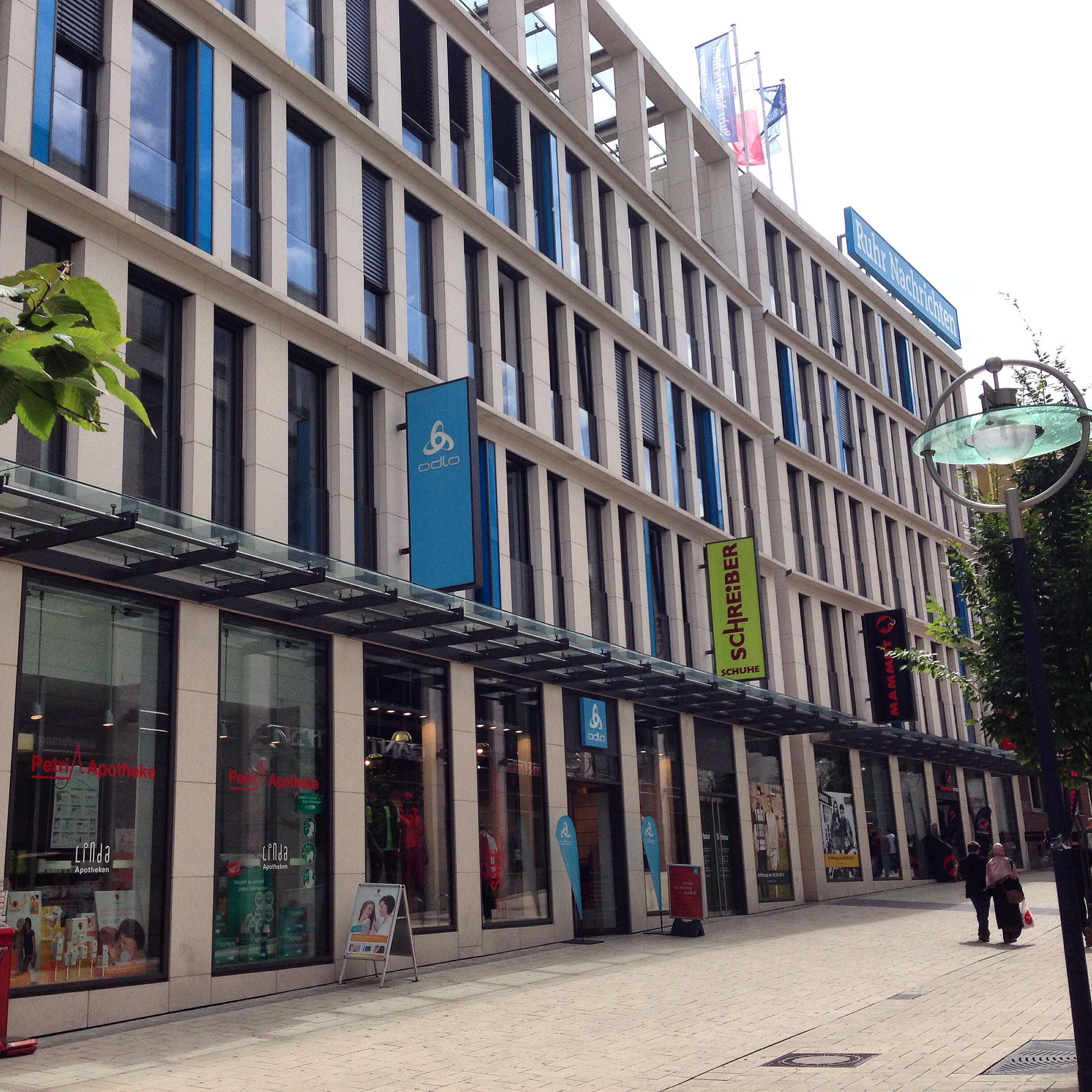
Lensing Carrée

Das Medienhaus gehört zu den größten Zeitungsunternehmen in Nordrhein-Westfalen. Zu den Kooperationspartnern des Unternehmens gehören der Wettbewerber Funke Mediengruppe und der an der Börse notierte Fußball-Bundesligist Borussia Dortmund. Unter dem Dach des Verlags werden folgende Einzeltitel vereint:
- Ruhr Nachrichten
- Münsterland Zeitung
- Dorstener Zeitung
- Halterner Zeitung

Die drei letztgenannten sind Kopfblätter der Ruhr Nachrichten.
Zudem hält das Medienhaus Beteiligungen am Hellweger Anzeiger im Kreis Unna und der Recklinghäuser Zeitung im Kreis Recklinghausen.
Vermarktet werden die Lensing-Titel wie auch der Hellweger Anzeiger und die Recklinghäuser Zeitung von der Mediakombi NRW, einer eigenständigen Vermarktungsorganisation.
Das Medienhaus Lensing hat eine strategische Partnerschaft mit Borussia Dortmund, das Medium Ruhr Nachrichten ist Kooperationspartner, offiziell Medienpartner der Kommanditgesellschaft auf Aktien.
Im Segment Publikumszeitschriften ist das Medienhaus mit seinem hundertprozentigen Tochterunternehmen Überblick Medien aktiv. Neben einer Reihe von Gastronomieführern (Dortmund geht aus, Essen geht aus) gibt Überblick Medien seit 2013 auch das Stadtmagazin Coolibri heraus.
Lensing Media ist daneben in einer Reihe weiterer Geschäftsfelder tätig. Dazu gehören der Betrieb von Bogenoffset- und Rollenoffset-Druckereien in Ahaus, Dortmund und Münster sowie die Herausgabe von Anzeigenblättern und Fachzeitschriften.
Beteiligungen hat das Unternehmen außerdem an diversen regionalen Radiosendern sowie am Portal Westline, das gemeinsam mit den Verlagen Bauer (Recklinghausen, Recklinghäuser Zeitung) und Aschendorff (Münster) angeboten wird. Ein Callcenter betreibt Lensing Media unter dem Namen WestCall.

## Geschichte
Gegründet wurde das Medienhaus Lensing durch die Brüder Heinrich und Lambert Lensing im Jahre 1870. Ab 1875 verlegten sie in Dortmund die lokale Tageszeitung Tremonia; ihre erste reguläre Ausgabe kam am 1. Januar 1876 auf den Zeitungsmarkt, die letzte im April 1945. Im Nationalsozialismus blieb die Tremonia als eine von wenigen Zeitungen in Deutschland formal unabhängig, erschien aber unter der Aufsicht des Polizeipräsidenten. Aufgrund dieser vermeintlichen Nähe zu den Machthabern erteilte die britische Zonenverwaltung Lambert Lensing, namensgleicher Sohn des Mitgründers, erst 1949 wieder eine Lizenz zur Herausgabe einer Tageszeitung. Die Ruhr Nachrichten begannen als Nachfolger der Tremonia mit einer Auflage von 120.150 Exemplaren. Die Expansion von Lensing Media in Westfalen begann 1919 mit der Übernahme des Ahauser Kreisblatts. 1949 kamen die Dorstener Volkszeitung und die Halterner Zeitung zum Verlagshaus. Seit 1976 ist das Medienhaus mit 40 Prozent am Verlag J. Bauer KG in Marl beteiligt, der die Recklinghäuser Zeitung herausgibt. 1986 folgte die Übernahme der Münsterschen Zeitung. 1989 kam die Emsdettener Volkszeitung hinzu.
Der gebürtige Dortmunder Florian Lensing-Wolff trat 1957 in die Geschäftsleitung des Medienhauses ein. Nach dem Tod seines Onkels Lambert Lensing 1965 übernahm er die alleinige Verantwortung. Lensing-Wolff leitete das Medienhaus Lensing mehr als 40 Jahre lang, er verstarb am 4. Februar 2011 im Alter von 80 Jahren. Von Wolfram Kiwit, Chefredakteur der Ruhr Nachrichten, wurde er in einem Nachruf als „Publizist der alten Schule“ beschrieben. Im Jahr 1999 übernahm mit Lambert Lensing-Wolff der Sohn Florian Lensing-Wolffs die Geschäftsführung, zu der auch Daniel Süper und Hans-Christian Haarmann gehören.

## Umstrukturierung
Nach der Geschäftsübernahme durch Lambert Lensing-Wolff durchlief das Medienhaus eine Phase der Umstrukturierung. Im Jahr 2006 wurden die Verlagsangestellten in eigenständige, nicht tarifgebundene Gesellschaften ausgelagert. Die Verträge der angestellten Foto-Redakteure wurden gekündigt, sie wurden in den Status einer beruflichen Selbständigkeit gedrängt. Ebenfalls im Jahr 2006 wurden die Lokalausgaben der Ruhr Nachrichten in den Städten Gladbeck, Bottrop, Gelsenkirchen und Kamen wie auch die Buersche Zeitung in Gelsenkirchen eingestellt. Im Dreieck Gelsenkirchen, Gladbeck, Bottrop kann der Wettbewerber Westdeutsche Allgemeine Zeitung (WAZ) seitdem im Einzeitungskreis als Monopolist agieren. Die Buersche Zeitung war ein Kopfblatt der nach wie vor erscheinenden Recklinghäuser Zeitung und folglich ebenfalls von der Pressekonzentration betroffen.
Im gleichen Jahr stellte die WAZ ihre Ausgaben in den Städten Haltern am See, Datteln, Herten, Marl, Oer-Erkenschwick, Recklinghausen und Waltrop ein und fasste die Lokalberichterstattung unter dem Namen Unser Vest zusammen, wobei auch Artikel aus den Titeln des Bauer-Verlages übernommen werden; somit hat dieser mit seinen Redaktionen vor Ort ein Quasi-Monopol. Eine Kooperation von Lensing Media mit der WAZ existiert zudem im Bereich Druck. Lensing Media ließ seit den Umstrukturierungen im Jahr 2006 seine Ausgaben Bochum, Witten und Castrop-Rauxel im Druck- und Verlagszentrum (DVZ) Hagen-Bathey drucken, das der Funke Mediengruppe gehört.
In die öffentliche Kritik geriet Lensing Media auch im Januar 2007 durch die Kündigung der gesamten 19-köpfigen Lokal- und Sportredaktion der Münsterschen Zeitung.
Im September 2014 stimmte das Bundeskartellamt dem Geschäft mit dem Wettbewerber Aschendorff Verlag in Münster zu. Der Herausgeber der Westfälischen Nachrichten durfte die Münstersche Zeitung und die Grevener Zeitung demnach in einer sogenannten Sanierungsfusion übernehmen. Lensing wählte wie bereits bei der Entlassung der kompletten Redaktion im Jahr 2007 für diesen Schritt die Begründung, die Münstersche Zeitung habe seit Jahren rote Zahlen geschrieben. Damit besteht auf dem Zeitungsmarkt in Münster ein Monopol. Lediglich das kostenlose Anzeigenblatt Kaufen + Sparen sollte zunächst weiterhin vom Medienhaus Lensing verlegt werden, wenige Wochen später wurde jedoch auch dieses sowie die Emsdettener Volkszeitung an den Verlag Altmeppen in Rheine (Münsterländische Volkszeitung) verkauft.

## Kooperationen
Mit der von Branchenkennern als „Flurbereinigung“ bezeichneten Entwicklung im Erscheinungsraum Ruhrgebiet und der Verlagerung von Drucksachen in das Druckhaus der Funke Mediengruppe intensivierte das Medienhaus Lensing seine Kooperation mit dem Wettbewerber. Im Segment Anzeigenblätter besteht eine Kooperation bereits seit Dezember 1977, in der damals von beiden Verlagshäusern gemeinsam gegründeten Ostruhr-Anzeigenblattgesellschaft (ORA) erscheinen seitdem wöchentlich Gratis-Zeitungen mit insgesamt 15 Titeln, die eine Gesamtauflage von 1,2 Millionen Exemplaren haben. Die ORA-Anzeigenblätter sind Teil einer Gruppe, die den Titel WVW/ORA Anzeigenblätter trägt.
In der zweiten Hälfte des Jahres 2012 setzten das Medienhaus Lensing und seine ebenfalls im Bundesverband Deutscher Zeitungsverleger organisierten Wettbewerber den vorherigen Kurs fort, nach den Schließungen von Redaktionen und Geschäftsstellen im Ruhrgebiet folgte nun der Norden Nordrhein-Westfalens. Im Oktober 2012 wurde bekannt gegeben, dass die Münstersche Zeitung zum 31. Dezember 2012 ihr Erscheinen in den Städten Rheine, Neuenkirchen und Wettringen einstellt. Davon profitiert als Wettbewerber die Münsterländische Volkszeitung, die im Verlag Altmeppen erscheint. Berufsverbände und Gewerkschaften betonten aus diesem Anlass erneut, dass die Pressevielfalt in Nordrhein-Westfalen gefährdet ist.
Im Ruhrgebiet erreichte die Kooperation mit dem Wettbewerber Funke Mediengruppe 2013 eine neue Qualität. Im Januar 2013 wurde bekannt gegeben, dass der Wettbewerber die Dortmunder Traditionszeitung Westfälische Rundschau abwickelt und dort 120 Redakteure entlassen werden. Die Marke Westfälische Rundschau blieb erhalten, als Medium ohne eigene Redakteure. Im Kerngebiet Dortmund werden die Lokalteile des Mediums von den Redaktionen der Ruhr Nachrichten produziert, und zwar für die Ausgaben Dortmund, Lünen und Schwerte. Die übrigen Elemente der Westfälischen Rundschau werden für diese Ausgaben durch die Westdeutsche Allgemeine Zeitung produziert. Zum 1. Mai wurden die Ausgaben der Westfälischen Rundschau für die Städte Unna, Fröndenberg, Holzwickede, Kamen und Bergkamen (Auflage insgesamt: 8.000 Exemplare) an die beiden Verleger Günter Rubens und Hans-Christian Haarmann verkauft, also an den Verlag Rubens (Hellweger Anzeiger), an dem Lensing Media Anteile hält.
Deutschlandweit wurde das Dortmunder Geschäftsmodell unter dem Schlagwort „Zombie-Zeitung“ bekannt, es wurde auch in Castrop-Rauxel umgesetzt.
In den Nachbarstädten Bochum und Witten existierten am längsten zwei unabhängig arbeitende Redaktionen der einstigen Wettbewerber Lensing und Funke Mediengruppe. 2014 gab Lensing bekannt, dort seine Redaktionen zum 31. Oktober des Jahres zu schließen.
Im Jahr 2012 hatten die Ruhr Nachrichten zusammen mit dem Hellweger Anzeiger eine verkaufte Auflage von 133.784 Exemplaren. Durch die Kooperation mit der Funke Mediengruppe und den Kauf der Westfälischen Rundschau konnte das stetige Sinken der Auflagenzahlen gestoppt werden.
Im Jahr 2018 wurde das Medienhaus Lensing in Lensing Media umbenannt.